# Temporada 1995 del Campeonato de España de Superturismos
La Temporada 1995 del Campeonato de España de Superturismos es la segunda edición del campeonato bajo esta nomenclatura y la primera con dos carreras por ronda en toda su historia. Como novedades también se introducen las Superpoles, destinadas a los 6 mejores pilotos de cada sesión de calificación; y se elimina la clasificación destinada a los turismos anteriores a 1994, estableciéndose un trofeo reservado a los pilotos que participen con equipos no oficiales.

## Escuderías y pilotos
| Escudería                                | Coche              | N.º | Piloto                     | Ronda     |
| ---------------------------------------- | ------------------ | --- | -------------------------- | --------- |
| Alfa Corse                               | Alfa Romeo 155 TS  | 1   | Adrián Campos              | Todas     |
| Alfa Corse                               | Alfa Romeo 155 TS  | 3   | Luis Villamil              | Todas     |
| Alfa Corse                               | Alfa Romeo 155 TS  | 4   | Giorgio Francia            | Todas     |
| Alfa Corse                               | Alfa Romeo 155 TS  | 101 | Gianni Giudici (I)         | 7         |
| Alfa Corse                               | Alfa Romeo 155 TS  | 101 | Giampiero Simoni (I)       | 8-9       |
| T-Mart Motorsport (Semi-oficial)         | BMW 318iS          | 2   | Antonio Albacete (P)       | 1-3, 5-10 |
| Opel Team Ibérico                        | Opel Vectra GT     | 5   | Jordi Gené                 | Todas     |
| Opel Team Ibérico                        | Opel Vectra GT     | 6   | Alex Caffi                 | Todas     |
| Opel Team Ibérico                        | Opel Vectra GT     | 102 | Anthony Reid (I)           | 8-9       |
| Ford España - Wolf Racing (Semi-oficial) | Ford Mondeo Ghia   | 7   | Jesús Pareja (P)           | 1-5       |
| Ford España - Wolf Racing (Semi-oficial) | Ford Mondeo Ghia   | 8   | Carlos Palau (P)           | 1-5       |
| Pedro Paz                                | BMW 318iS          | 9   | Alexander Villanueva (P)   | 1, 10     |
| Pedro Paz                                | BMW 318iS          | 9   | Luigi Mazzali (P)          | 2-3, 5    |
| Meycom                                   | SEAT Toledo GT     | 10  | Rafael Barrios (P)         | 1-3       |
| Meycom                                   | SEAT Toledo GT     | 11  | Ricardo García Galiano (P) | 1-3       |
| Jesus Díez-Villarroel                    | BMW 318iS          | 12  | Jesus Díez-Villarroel (P)  | 1-5       |
| Equip Vinyes Dabad                       | Nissan Primera GTe | 13  | Joan Vinyes (P)            | Todas     |
| José Ruiz-Thiery                         | Alfa Romeo 155 TS  | 14  | Iñaki Goiburu (P)          | 2-3, 5-10 |
| Elide Racing                             | Alfa Romeo 155 TS  | 15  | Miguel Ángel de Castro (P) | 3-6       |
| Team Repsol Nissan                       | Nissan Primera eGT | 23  | Luis Pérez-Sala            | Todas     |
| Team Repsol Nissan                       | Nissan Primera eGT | 33  | Eric van de Poele          | Todas     |
| Team Repsol Nissan                       | Nissan Primera eGT | 123 | Ivan Capelli (I)           | 9-10      |
| Escudería Barcelona                      | Opel Vectra GT     | 100 | David Bosch (I)            | 1         |
| Tecnica Racing Team                      | Alfa Romeo 155 TS  | 102 | Felice Tedeschi (I)        | 10        |
| Escudería Costa Brava                    | BMW 318iS          | 103 | Xavier Riera (I)           | 9         |

- (P): Piloto Privado, (I): Piloto invitado

## Calendario
| Ronda | Ronda | Circuito             | Fecha            |
| ----- | ----- | -------------------- | ---------------- |
| 1     | C1    | Circuito de Jerez    | 2 de abril       |
| 1     | C2    | Circuito de Jerez    | 2 de abril       |
| 2     | C1    | Circuito del Jarama  | 23 de abril      |
| 2     | C2    | Circuito del Jarama  | 23 de abril      |
| 3     | C1    | Circuit de Cataluña  | 28 de mayo       |
| 3     | C2    | Circuit de Cataluña  | 28 de mayo       |
| 4     | C1    | Autódromo do Estoril | 25 de junio      |
| 4     | C2    | Autódromo do Estoril | 25 de junio      |
| 5     | C1    | Circuito de Albacete | 2 de julio       |
| 5     | C2    | Circuito de Albacete | 2 de julio       |
| 6     | C1    | Circuito de Calafat  | 10 de septiembre |
| 6     | C2    | Circuito de Calafat  | 10 de septiembre |
| 7     | C1    | Circuito de Albacete | 1 de octubre     |
| 7     | C2    | Circuito de Albacete | 1 de octubre     |
| 8     | C1    | Circuito de Jerez    | 29 de octubre    |
| 8     | C2    | Circuito de Jerez    | 29 de octubre    |
| 9     | C1    | Circuit de Cataluña  | 12 de noviembre  |
| 9     | C2    | Circuit de Cataluña  | 12 de noviembre  |
| 10    | C1    | Circuito del Jarama  | 26 de noviembre  |
| 10    | C2    | Circuito del Jarama  | 26 de noviembre  |

## Clasificaciones

### Campeonato de España
Sistema de puntuación
| Pos | 1º | 2º | 3º | 4º | 5º | 6º | 7º | 8º | 9º | 10º |
| --- | -- | -- | -- | -- | -- | -- | -- | -- | -- | --- |
| Pts | 20 | 15 | 12 | 10 | 8  | 6  | 4  | 3  | 2  | 1   |

Resultados
| Pos                                     | Piloto                     | JER | JER | JAR | JAR | CAT | CAT | EST | EST | ALB | ALB | CAL | CAL | ALB2 | ALB2 | JER2 | JER2 | CAT2 | CAT2 | JAR2 | JAR2 | Retención | Pts |
| --------------------------------------- | -------------------------- | --- | --- | --- | --- | --- | --- | --- | --- | --- | --- | --- | --- | ---- | ---- | ---- | ---- | ---- | ---- | ---- | ---- | --------- | --- |
| 1                                       | Luis Villamil              | 4   | 2   | 3   | 1   | 12  | 7   | 2   | 1   | 8   | 2   | 6   | 5   | 6    | 6    | 1    | 2    | 4    | 4    | 4    | 4    | (221 - 7) | 214 |
| 2                                       | Jordi Gené                 | 2   | 6   | 12  | 7   | 3   | 2   | 3   | 3   | 2   | 1   | 3   | 3   | 2    | 3    | 6    | 5    | 2    | 2    | Ret  | 8    | (214 - 4) | 210 |
| 3                                       | Eric van de Poele          | 3   | Ret | 2   | 8   | 2   | 1   | 4   | 2   | Ret | 5   | 1   | 4   | 3    | 10   | 4    | 4    | 1    | 1    | EX   | EX   |           | 204 |
| 4                                       | Antonio Albacete (P)       | 1   | 1   | DSQ | 3   | 5   | 4   | EX  | EX  | Ret | Ret | 4   | 2   | 8    | 2    | 3    | 1    | 8    | Ret  | 1    | 1    |           | 193 |
| 5                                       | Giorgio Francia            | 12  | 4   | 1   | 2   | 6   | Ret | 1   | Ret | 4   | 3   | 8   | 7   | 7    | 5    | 9    | 10   | 9    | 7    | 5    | 7    |           | 149 |
| 6                                       | Luis Pérez-Sala            | 7   | 5   | 4   | 9   | DNS | DNS | 8   | 6   | 1   | Ret | 2   | 1   | 5    | 4    | 7    | 6    | DNS  | DNS  | 2    | 2    |           | 144 |
| 7                                       | Adrián Campos              | 6   | 3   | 5   | 4   | 4   | 8   | Ret | 4   | 5   | 4   | 7   | 8   | 1    | 1    | 10   | 8    | Ret  | Ret  | 7    | 9    |           | 142 |
| 8                                       | Alex Caffi                 | 5   | Ret | 7   | 5   | 1   | 3   | 10  | Ret | 3   | Ret | NC  | Ret | 4    | 4    | 2    | DSQ  | 3    | 5    | Ret  | Ret  |           | 123 |
| 9                                       | Joan Vinyes (P)            | DNS | DNS | Ret | DNS | 7   | 6   | 5   | 5   | 6   | 6   | 5   | 6   | 9    | 8    | 11   | 9    | Ret  | DNS  | 6    | 6    |           | 79  |
| 10                                      | Iñaki Goiburu (P)          |     |     | 6   | 6   | Ret | DNS |     |     | 7   | Ret | 10  | Ret | 10   | 11   | 12   | 11   | 10   | 9    | 8    | 5    |           | 46  |
| 11                                      | Jesus Díez-Villarroel (P)  | 11  | 7   | 8   | 11  | 8   | 5   | 6   | Ret | 10  | 7   |     |     |      |      |      |      |      |      |      |      |           | 29  |
| 12                                      | Carlos Palau (P)           | 8   | 9   | 9   | Ret | Ret | DNS | 7   | 7   | 12  | Ret |     |     |      |      |      |      |      |      |      |      |           | 15  |
| 13                                      | Jesús Pareja (P)           | 9   | 8   | Ret | 10  | Ret | DNS | Ret | 8   | 11  | 8   |     |     |      |      |      |      |      |      |      |      |           | 12  |
| 14                                      | Miguel Ángel de Castro (P) |     |     |     |     | 9   | Ret | 9   | DNS | 9   | 9   | 9   | 9   |      |      |      |      |      |      |      |      |           | 12  |
| 15                                      | Ricardo García Galiano (P) | 10  | DNS | 10  | 12  | 10  | 9   |     |     |     |     |     |     |      |      |      |      |      |      |      |      |           | 5   |
| 16                                      | Luigi Mazzali (P)          |     |     | 11  | 13  | Ret | DNS |     |     | Ret | 10  |     |     |      |      |      |      |      |      |      |      |           | 1   |
| 17                                      | Rafael Barrios (P)         | Ret | DNS | Ret | DNS | 11  | 10  |     |     |     |     |     |     |      |      |      |      |      |      |      |      |           | 1   |
| 18                                      | Alexander Villanueva (P)   | 13  | 10  |     |     |     |     |     |     |     |     |     |     |      |      |      |      |      |      | Ret  | DNS  |           | 1   |
| Pilotos invitados no aptos para puntuar |                            |     |     |     |     |     |     |     |     |     |     |     |     |      |      |      |      |      |      |      |      |           |     |
|                                         | Ivan Capelli               |     |     |     |     |     |     |     |     |     |     |     |     |      |      |      |      | 7    | 8    | 3    | 3    |           | 0   |
|                                         | Giampiero Simoni           |     |     |     |     |     |     |     |     |     |     |     |     |      |      | 5    | 3    | 6    | 6    |      |      |           | 0   |
|                                         | Anthony Reid               |     |     |     |     |     |     |     |     |     |     |     |     |      |      | 8    | 7    | 5    | 3    |      |      |           | 0   |
|                                         | Gianni Giudici             |     |     |     |     |     |     |     |     |     |     |     |     | 11   | 9    |      |      |      |      |      |      |           | 0   |
|                                         | Felipe Tedeschi            |     |     |     |     |     |     |     |     |     |     |     |     |      |      |      |      |      |      | 9    | Ret  |           | 0   |
|                                         | Xavier Riera               |     |     |     |     |     |     |     |     |     |     |     |     |      |      |      |      | 11   | 10   |      |      |           | 0   |
|                                         | David Bosch                | NC  | DNS |     |     |     |     |     |     |     |     |     |     |      |      |      |      |      |      |      |      |           | 0   |
| Pos                                     | Piloto                     | JER | JER | JAR | JAR | CAT | CAT | EST | EST | ALB | ALB | CAL | CAL | ALB2 | ALB2 | JER2 | JER2 | CAT2 | CAT2 | JAR2 | JAR2 | Retención | Pts |

| Color     | Resultado                                                               |
| --------- | ----------------------------------------------------------------------- |
| Oro       | Ganador                                                                 |
| Plata     | 2.ª plaza                                                               |
| Bronce    | 3.ª plaza                                                               |
| Verde     | Finalizó en los puntos                                                  |
| Azul      | Finalizó sin puntos                                                     |
| Azul      | NC - No clasificado                                                     |
| Violeta   | Ret - No terminó (Carrera)                                              |
| Rojo      | DNQ - No se clasificó                                                   |
| Negro     | DSQ - Descalificado                                                     |
| Blanco    | DNS - No empezó (carrera)                                               |
| Blanco    | WD - Retirado (fin de semana)                                           |
| Blanco    | C - Carrera cancelada                                                   |
| Sin color | DNP - Inscrito pero no participó                                        |
| Sin color | INJ - Lesionado                                                         |
| Sin color | EX - Excluido                                                           |
| Estado    | Resultado                                                               |
| Negrita   | Pole position                                                           |
| Cursiva   | Vuelta rápida                                                           |
| †         | Abandona, pero clasifica al completar el porcentaje requerido para ello |

- En la primera carrera de la segunda ronda, Albacete chocó contra Gené una vez finalizada la carrera por un accidente anterior entre los dos. Debido a esto fue excluido de la ronda de Estoril.
- En la tercera ronda los dos Nissan Repsol coparon la primera fila de parrilla, pero sus mejores tiempos fueron invalidados por considerar que sus parachoques eran ilegales. Unas semanas después el tribunal de la FIA daría la razón al equipo.
- En la sexta ronda los tiempos de la fase de clasificación de los Alfa Romeo oficiales fueron anulados por exceso de decibelios.
- En la última ronda Van de Poele fue excluido por una reparación no autorizada durante la clasificación.

### Campeonato de Marcas
| Pos | Marca      | JER | JER | JAR | JAR | CAT | CAT | EST | EST | ALB | ALB | CAL | CAL | ALB2 | ALB2 | JER2 | JER2 | CAT2 | CAT2 | JAR2 | JAR2 | Pts |
| --- | ---------- | --- | --- | --- | --- | --- | --- | --- | --- | --- | --- | --- | --- | ---- | ---- | ---- | ---- | ---- | ---- | ---- | ---- | --- |
| 1   | Alfa Romeo |     |     |     |     |     |     |     |     |     |     |     |     |      |      |      |      |      |      |      |      | 331 |
| 1   | Alfa Romeo |     |     |     |     |     |     |     |     |     |     |     |     |      |      |      |      |      |      |      |      | 331 |
| 2   | Nissan     |     |     |     |     |     |     |     |     |     |     |     |     |      |      |      |      |      |      |      |      | 295 |
| 2   | Nissan     |     |     |     |     |     |     |     |     |     |     |     |     |      |      |      |      |      |      |      |      | 295 |
| 3   | Opel       |     |     |     |     |     |     |     |     |     |     |     |     |      |      |      |      |      |      |      |      | 249 |
| 3   | Opel       |     |     |     |     |     |     |     |     |     |     |     |     |      |      |      |      |      |      |      |      | 249 |